# 莫拉爾峰
莫拉爾峰（英語：Molar Peak）是南極洲的山峰，位於帕默群島的昂韋爾島，屬於奧斯特里特山脈的一部分，海拔高度1,065米，由英國南極名稱諮詢委員會命名，現時由南極條約體系管理。